# Камна Гора
Камна Гора (словен. Kamna Gora) — поселення в общині Словенське Коніце, Савинський регіон, Словенія. Висота над рівнем моря: 688,9 м.